# San Palladio
Palladio (390 – Fordoun, 6 luglio 459) è stato un diacono della Chiesa cattolica, precedente a san Patrizio nella predicazione evangelica in Irlanda. Nacque e morì in Scozia.
È ricordato per la sua fermezza e dedizione nella predicazione. Tanto era il suo zelo nel predicare da rendere la Chiesa cattolica forte anche in terre lontane da Roma.
La città dove morì, Fordoun, si trova ad appena 15 km da Aberdeen. Il suo corpo fu conservato con grande devozione dalla gente di Fordoun fino al 1409, data in cui l'arcivescovo di Aberdeen traslò il corpo del santo nella propria città in un sarcofago rifinito con oro e diamanti.
Si festeggia la sua ricorrenza il 6 luglio.